# 嘉目克彦
嘉目 克彦（よしめ かつひこ、1948年 - ）は、日本の社会学者。大分大学元副学長。文学博士（1994年、九州大学にて取得）。

## 略歴
沖縄県の生まれ。1972年山口大学経済学部卒業。1978年九州大学大学院文学研究科社会学専攻博士課程満期退学。大分大学経済学部助教授、同大学教授、同大学理事・副学長を歴任1994年「マックス・ヴェーバーの批判理論」で九州大学にて文学博士。

## 著書・共著
- 『マックス・ヴェーバーの批判理論』恒星社厚生閣 1994
- 『ヴェーバーと近代文化人の悲劇』恒星社厚生閣 2001

共編
- 『理論社会学の現在』三隅一人共編 ミネルヴァ書房 シリーズ「社会学の現在」 2000

## 翻訳・共訳
- ヴォルフガング・J・モムゼン『マックス・ヴェーバー 社会・政治・歴史』中村貞二,米沢和彦共訳 未来社 1977
- マックス・ヴェーバー『政治論集 1』中村貞二、山田高生、林道義共訳 みすず書房 1982
- ヴォルフガング・シュルフター『現世支配の合理主義 マックス・ヴェーバー研究』 米沢和彦共訳 未来社 1984
- シュルフター『近代合理主義の成立 マックス・ヴェーバーの西洋発展史の分析』未来社 1987
- シュルフター『信念倫理と責任倫理 マックス・ヴェーバーの価値理論』風行社 1996 W.シュルフター著作集 4

## 退官記念
- 2015年 - 「嘉目克彦教授略歴・著作目録」（嘉目克彦教授定年退職記念号）が出版された[2]。